# Progredienz
Unter Progredienz, Progression oder Progress (zu lateinisch progredi, ‚vorrücken‘, ‚voranschreiten‘, ‚Fortschritte machen‘) versteht man das Fortschreiten einer Krankheit (progressiver (oder progredienter) Krankheitsverlauf) bzw. eine weitere Verschlechterung des Gesundheitszustands. Das Gegenteil ist Regredienz.
Beispiele:
- Bei Alkoholismus führt die Zunahme des Alkoholkonsums zu einem progredienten Kontrollverlust.
- Bei einer Krebserkrankung bedeutet ein Wachstum des Tumors oder das Auftreten von Metastasen einen Progress.
- Bei Morbus Alzheimer kommt es zu einer progredienten Abnahme der Gedächtnisleistungen.
- Bei Skoliose der Wirbelsäule kommt es während pubertärer Wachstumsschübe zu einer progredienten Zunahme des Krümmungswinkels.